# Hannelore Faulstich-Wieland
Hannelore Faulstich-Wieland (geboren 10. Dezember 1948 in Hann. Münden) ist eine deutsche Erziehungswissenschaftlerin und emeritierte Professorin der Universität Hamburg.

## Leben
Faulstich-Wieland studierte von 1967 bis 1972 Psychologie an der TU Berlin. Sie promovierte 1975 an der Universität Bremen zur Dr. phil. in Sozialwissenschaften zum Thema „Politische Sozialisation in der Berufsschule“ und habilitierte 1980 in Erziehungswissenschaften an der TU Berlin mit der Schrift „Berufsorientierende Beratung von Mädchen“.
Sie war von 1984 bis 1992 Professorin für Sozialarbeit an der Fachhochschule Frankfurt am Main, 1992 bis 1996 Professorin für „Frauenforschung in den Kulturwissenschaften“ in Münster. Von 1988 bis 1996 war sie Fachgutachterin der Deutschen Forschungsgemeinschaft (DFG). 1997 wurde sie auf den Lehrstuhl für Erziehungswissenschaft mit dem Schwerpunkt Schulpädagogik an die Universität Hamburg berufen. Seit 2014 ist sie emeritiert und weiterhin forschend tätig.
Sie war verheiratet mit Peter Faulstich (gest. 2016) und hat zwei Kinder.

## Auszeichnungen
- 2014: Ernst-Christian-Trapp-Preis der Deutschen Gesellschaft für Erziehungswissenschaft[2]

## Publikationen
Als Autorin
- Mit Peter Faulstich: Lebenswege und Lernräume – Martha Muchow: Leben, Werk und Weiterwirken. Beltz Juventa, Weinheim 2012.
- Mit Jürgen Budde, Barbara Scholand: Geschlechtergerechtigkeit in der Schule. Eine Studie zur Chancen, Blockaden und Perspektiven einer gender-sensiblen Schulkultur. Weinheim 2008.
- Mit Peter Faulstich: BA-Studium Erziehungswissenschaft. Ein Lehrbuch. rowohlts enzyklopädie. Reinbek 2006. (Downloadbar in Pedocs.)
- Mit  Hannelore Martina Weber, Katharina Willems: Doing Gender im heutigen Schulalltag. Empirische Studien zur sozialen Konstruktion von Geschlecht in schulischen Interaktionen. Weinheim 2004
- Einführung in Genderstudien. Opladen 2003.
- Sozialisation in Schule und Unterricht. Neuwied 2002.
- Individuum und Gesellschaft. Sozialisationstheorien und Sozialisationsforschung. München 2000.
- Geschlecht und Erziehung. Grundlagen des pädagogischen Umgangs mit Mädchen und Jungen. Darmstadt 1995.

Als Herausgeberin
- Umgang mit Heterogenität und Differenz. Schneider Hohengehren, Baltmannsweiler (Professionswissen für Lehrerinnen und Lehrer, 3).
- Enzyklopädie Erziehungswissenschaft Online. Fachgebiet: Geschlechterforschung. Juventa Verlag. Weinheim 2009ff.
- Zukunft der Erwachsenenbildung: Visionen, Utopien, Szenarien. Report (1998) H. 41.
- Biographieforschung und biographisches Lernen. Report (1996) H. 37.
- Frauen(forschung) in der Erwachsenenbildung. Report (Literatur- und Forschungsreport Weiterbildung) (1994) H. 34.
- Weibliche Identität. (Dokumentation der Fachtagung der AG Frauenforschung in der Deutschen Gesellschaft für Erziehungswissenschaft.) Bielefeld 1989.
- Abschied von der Koedukation? (Materialien zur Sozialarbeit und Sozialpolitik, Bd. 18). Schriftenreihe der Fachhochschule Frankfurt am Main, 1987.
- Soziologie und Psychologie der Erziehung. Berlin 1974.